# Caprella natalensis
Caprella natalensis är en kräftdjursart som beskrevs av Mayer 1903. Caprella natalensis ingår i släktet Caprella och familjen Caprellidae. Inga underarter finns listade i Catalogue of Life.